# Nuestra Señora del Carmen (1813)
La balandra Nuestra Señora del Carmen fue un buque español que tras ser capturado por la armada patriota integró la escuadra de las Provincias Unidas del Río de la Plata y fue partícipe de la Campaña Naval de 1814 durante la Guerra del Independencia.

## Historia
La balandra Nuestra Señora del Carmen (o Carmen), conocida también por el nombre de Sapo por ser chata y de gran manga, tenía matrícula de Montevideo y se la citaba indistintamente como balandra, sumaca o cañonera.
Fue capturada en 1813 por los botes N° 1 y 2 al mando de los hermanos Spiro y concedida en premio el 14 de diciembre de se año a uno de ellos, Pedro Samuel Spiro, patrón del N°2, quien la vendió a Daniel McKinley.
Fue luego comprada a fines de ese año por Juan Larrea y Guillermo Pío White, los responsables de poner en pie la segunda escuadra de la revolución, a su capitán mercante Alejandro Crosby, e incorporada a la escuadra el 1 de enero de 1814 con el numeral 15.
El comandante de la escuadra, Guillermo Brown la llamaba la cañonera o "balandra del griego" y al mando del mismo Spiro participó de la decisiva victoria patriota en el Combate de Martín García (1814) y del Combate de Arroyo de la China del 28 de marzo de ese año.
En esta última acción en que una pequeña escuadrilla al mando de Tomás Nother enfrentó a la escuadra de Jacinto de Romarate, la Carmen encalló a tiro de pistola de la flota realista acoderada en la boca del arroyo.
La cañonera América y la sumaca Santísima Trinidad, ya casi sin arboladura, se ubicaron para impedir que el enemigo la abordara con sus lanchas.
En ese momento, Francisco José Seguí, comandante de la América, relata que "prontos ya para mandarles los botes a auxiliarla de la varadura vimos con asombro volar el buque en fragmentos".
Incapaz de responder, bajo fuego constante, preciso y cercano de cañones pesados y con bajas superiores al 50% de su tripulación, Seguí relata que Spiro, sin ser percibido ni por sus enemigo ni por sus compatriotas, "puso una mecha en la Santa Bárbara retirándose enseguida, mas en el momento de estar ya en tierra recordó que había dejado en la cámara un objeto que estimaba en mucho y creyendo sin duda que la mecha le daría tiempo volvió al buque el que voló apenas él había subido". Con él murieron dos hombres más, ya que había subido a bordo "acompañado de dos negros suyos que también perecieron con él"
Los sobrevivientes se refugiaron en el monte y fueron encontrados y rescatados al siguiente día.
Numerosos buques que prestaron servicios durante la guerra de independencia y las civiles llevaron ese nombre o el de "Carmen", incluso algunos de igual tipo que operaron ese mismo año como la balandra de transporte Carmen, embargada a Guillermo Pío White.